# Macuilcuautitla
Macuilcuautitla är en ort i Mexiko.   Den ligger i kommunen Ajalpan och delstaten Puebla, i den sydöstra delen av landet, 250 km öster om huvudstaden Mexico City. Macuilcuautitla ligger 1 799 meter över havet och antalet invånare är 495.
Terrängen runt Macuilcuautitla är kuperad åt sydväst, men åt nordost är den bergig. Runt Macuilcuautitla är det ganska tätbefolkat, med 144 invånare per kvadratkilometer. Närmaste större samhälle är Cuaxuxpa, 4,6 km väster om Macuilcuautitla. I omgivningarna runt Macuilcuautitla växer i huvudsak städsegrön lövskog.